# Юрчук Олександр Петрович
Олександр Петрович Юрчук (нар. 21 жовтня 1971 (у частині джерел 1 січня 1969), Шепетівка — пом.17 серпня 1998, Москва) — радянський та український футболіст, що грав на позиції захисника та півзахисника. Відомий за виступами у шепетівському «Темпі» у вищій українській лізі.

## Клубна кар'єра
Олександр Юрчук народився у Шепетівці, та є вихованцем республіканського спортінтернату. Розпочав виступи на футбольних полях у 1987 році в складі команди другої ліги СРСР «Поділля» з Хмельницького. У 1990 році став гравцем московського «Динамо», проте за два роки перебування в команді грав лише або за дублюючий склад команди, або за фарм-клуб у другій лізі. У 1992 році Юрчук отримав запрошення до команди з рідного міста «Темп», який цього року завоював право грати у вищій українській лізі. Проте після вибуття команди з вищого дивізіону, та у зв'язку з побутовою невлаштованістю футболіст вирішив покинути «Темп», та став гравцем команди другої української ліги «Кристал» з Херсона. у складі херсонської команди футболіст грав до кінця 1992 року, і надалі в професійних командах не грав. Пізніше Олександр Юрчук виїхав до Москви, де й помер у 1998 році.